# Tansablogo (Koubri)
Pour les articles homonymes, voir Tansablogo.
Tansablogo est une commune rurale située dans le département de Koubri de la province du Kadiogo dans la région Centre au Burkina Faso. En 2006, cette localité comptait 3 476 habitants dont 52,4 % de femmes.